# 萨兰 (康塔尔省)
萨兰（法語：Salins）是法国康塔尔省的一个市镇，位于该省西北部，属于莫里亚克区。该市镇总面积8.75平方公里，2009年时的人口为147人。

## 人口
萨兰人口变化图示
| 数据来源：INSEE |